# Mormia hemedopos
Mormia hemedopos és una espècie d'insecte dípter pertanyent a la família dels psicòdids.

## Descripció
- Mascle: occipuci aplanat; edeagus en forma de raqueta de neu, àpex agut; antenes de 0,94 mm de llargària; ales d'1,25-1,50 mm de longitud i 0,40-0,45 d'amplada.
- La femella no ha estat encara descrita.[3]

## Distribució geogràfica
Es troba a Nova Guinea.